# Fraunhofer-Haus

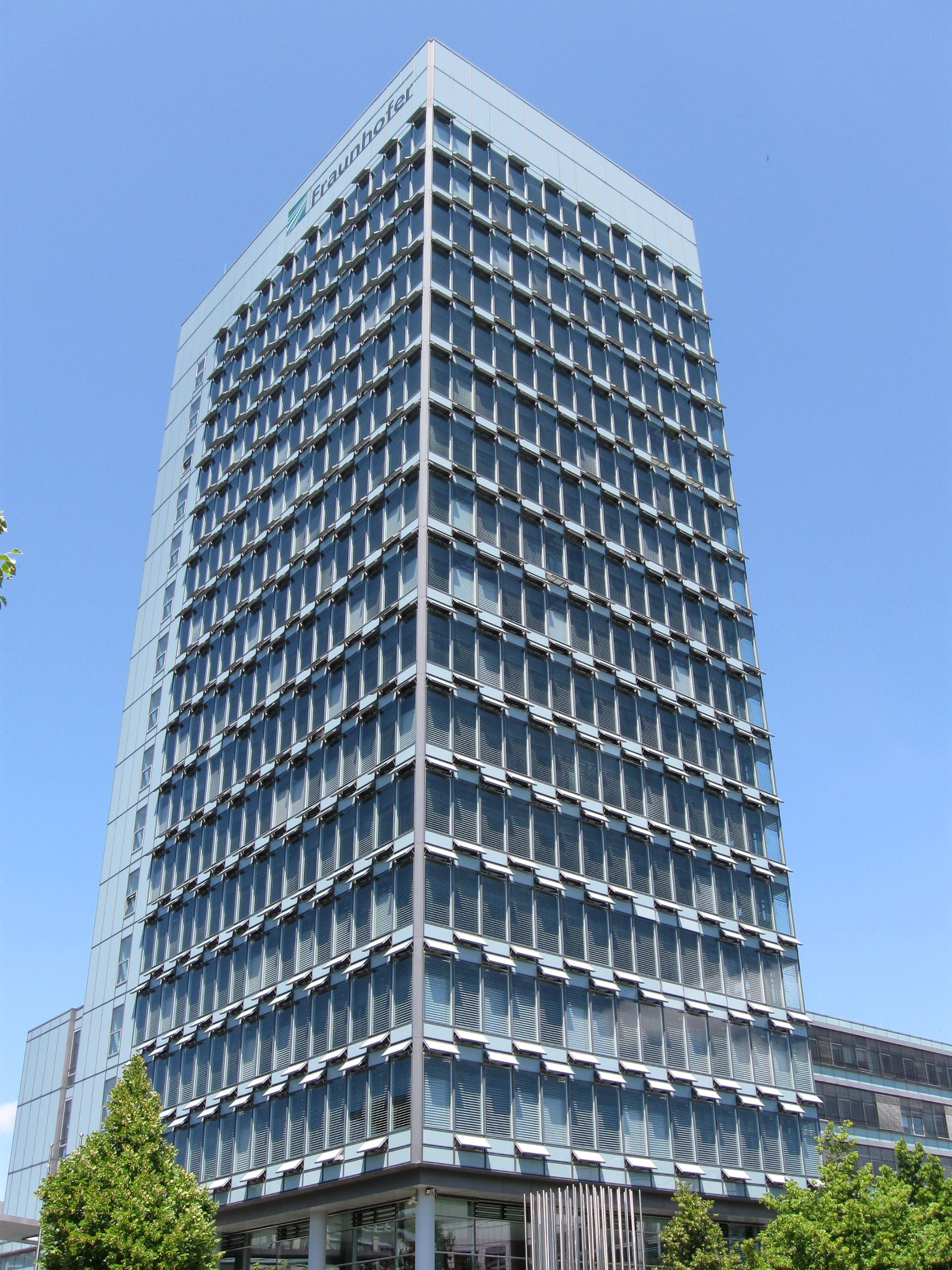
Fraunhofer-Haus

Installation „Moving Lines“

Das Fraunhofer-Haus ist ein 65 Meter hohes, 17-stöckiges Bürogebäude in der Hansastraße 27c im Münchner Stadtbezirk Sendling-Westpark. Es wurde 2003 von Henn-Architekten errichtet.

## Beschreibung
Das Gebäude hat eine Geschossfläche von 30.280 m² und ist Sitz der Fraunhofer-Gesellschaft. Am Fuß des Gebäudes befindet sich das Kunstwerk „Moving Lines“ von Reinhold Föst.
Das Fraunhofer-Haus steht in der Liste der höchsten Gebäude der Stadt München an 23. Stelle (Stand 3/2021).